# Je viens d'Alep
 (octobre 2017).
Je viens d'Alep, Itinéraire d'un réfugié ordinaire est un roman de Joude Jassouma et Laurence de Cambronne, paru en mars 2017 aux éditions Allary.

## Résumé
En juin 2015, Joude Jassouma, professeur de français au lycée, quitte Alep et la guerre civile syrienne, avec sa femme Aya et leur fille Zaine. Ils traversent Istanbul, les camps de refugiés de l’île de Leros et rejoignent la France,,,,.